# Cryptantha dimorpha
Cryptantha dimorpha är en strävbladig växtart som först beskrevs av Rodolfo Amando Philippi, och fick sitt nu gällande namn av Edward Lee Greene. Cryptantha dimorpha ingår i släktet Cryptantha, och familjen strävbladiga växter. Inga underarter finns listade i Catalogue of Life.